# V413 Близнецов
V413 Близнецов (лат. V413 Geminorum) — двойная затменная переменная звезда типа W Большой Медведицы (EW) в созвездии Близнецов на расстоянии (вычисленном из значения параллакса) приблизительно 4161 световых лет (около 1276 парсек) от Солнца. Видимая звёздная величина звезды — от +14,99m до +14,54m. Орбитальный период — около 0,5328 суток (12,788 часа)*.

## Характеристики
Первый компонент — жёлто-белая звезда спектрального класса F. Эффективная температура — около 6397 К.
Второй компонент — жёлто-белая звезда спектрального класса F.